# Lusk
Lusk (lat. siliqua) je mnogosemenski suhi plod. Je posebna oblika luputaste glavice. Razvije se iz dveh plodnih listov s semeni na osrednji pregradi. Plod ima v sredini pretin, ki je nastal sekundarno tako, da sta robova zraslih plodnih listov zrasla v notranjost.  Odpre se z dvema loputama. Značilen je za družino križnic (Brassicaceae).
Če lusk ni 3-krat daljši kot širok, je to lušček (lat. silicula).
- Raphanus sativus (redkvica) z balonasto napihnjenimi luski
- Cardamine impatiens (penuša nedotika) z luski
- Lunaria annua (enoletna srebrenka) z luščki
- Capsela bursa-pastoris (navadni plešec) z luščki